# Sportowy Wieczór
Sportowy Wieczór (SW) – magazyn informacyjny, emitowany na antenie TVP Sport od 18 listopada 2006. Nowe wydania ukazują się codziennie między 21.00 a 23.00 (wcześniej: od poniedziałku do piątku, od wtorku i od poniedziałku do soboty; początkowo o godz. 22.00), trwają one zazwyczaj 25–30 minut. Omawiane są w nim najważniejsze – z perspektywy polskiego kibica – sportowe wydarzenia dnia.

## Historia programu
Na przestrzeni lat zmieniała się zarówno formuła programu, jak i prowadzący. Od 18 listopada 2006 do marca 2010 magazyn posiadał formę studia z gospodarzem i zapraszanymi gośćmi. W latach 2010–2014 emitowany był w postaci kilkunastominutowego flesza z lektorem. Od 3 stycznia 2015 ponownie jest prowadzony przez prezentera w studiu "na żywo". Od 3 stycznia 2015 program był emitowany cztery razy w tygodniu – od wtorku do piątku, bowiem poniedziałkowe wydanie zostało zastąpione programem Echa Stadionów, zaś sobotnie – Sportową Sobotą. Obecnie (od sierpnia 2018 roku) program jest nadawany od poniedziałku do niedzieli o różnych godzinach, najczęściej między 21:00-22:00. Niekiedy w wyniku przeprowadzania przez stację bezpośrednich transmisji sportowych (głównie z eliminacji Ligi Mistrzów i Ligi Mistrzów w piłce nożnej) pora emisji programu może ulegać zmianom. Jednak zasadniczo audycja nie rozpoczyna się później niż o 23:15. 
W czasie Igrzysk olimpijskich magazyn zmienia nazwę na Olimpijski Wieczór, zaś podczas Piłkarskich mistrzostw świata – na Mundialowy Wieczór, a podczas piłkarskich mistrzostw Europy – Euro Wieczór. 
Program nie jest emitowany w pierwszy dzień świąt Wielkanocy, Wigilię Bożego Narodzenia (24 grudnia), pierwszy dzień świąt Bożego Narodzenia (25 grudnia) i Sylwestra (31 grudnia).
Od 2018 magazyn emitowany jest również "na żywo" w internecie na sport.tvp.pl. Do stałych punktów programu należy rozmowa "Okiem redakcji", gdzie prowadzący program z innym dziennikarzem TVP Sport komentują wybrane wydarzenie sportowe minionego dnia. Codziennie też dziennikarze redakcji sport.tvp.pl przedstawiają najważniejsze wydarzenia i komentarze dotyczące rozgrywek sportowych znalezione w internecie w części magazynu "Złowione w sieci". 
18 marca 2020 Telewizja Polska podjęła decyzję o zawieszeniu realizacji i emisji magazynu na czas nieokreślony z powodu rozprzestrzeniania się koronawirusa, co związane jest z odwołaniem lub zawieszeniem niemal wszystkich wydarzeń sportowych na świecie. Decyzja została ogłoszona przez Piotra Sobczyńskiego podczas ostatniego wyemitowanego odcinka programu.
Od 19 kwietnia do 31 lipca 2020 w studio programu emitowany był także Teleexpress. Zastosowano ten styl studia w kanale TVP World, drugi przypadek miał miejsce 30 grudnia 2023, kiedy o godzinie 19.30 zaczęto pokazywać stworzenie z tego studia, oraz od 4 stycznia 2024, Teleexpress i później Panorama, ma to związek z tym, co się wydarzyło Spór wokół mediów publicznych w Polsce.
Program powrócił po 2-miesięcznej przerwie, 18 maja 2020. To wydanie poprowadził Piotr Sobczyński.

## Prowadzący

### Obecnie
- Sylwia Dekiert
- Robert El Gendy
- Piotr Jagiełło
- Jacek Kurowski
- Marcin Rams
- Piotr Sobczyński
- Paulina Chylewska

### Dawniej
- Maciej Adamiak
- Przemysław Babiarz
- Szymon Borczuch
- Grzegorz Chodkowski
- Piotr Dębowski
- Bartosz Heller
- Maciej Iwański
- Mariusz Jankowski
- Maciej Kurzajewski
- Jacek Laskowski
- Grzegorz Mędrzejewski
- Sebastian Parfjanowicz
- Sebastian Szczęsny
- Artur Szulc
- Rafał Patyra
- Maciej Jabłoński